# مخطط جابلونسكي
مخطط جابلونسكي هو مخطط يوضح المدارات الإلكترونية للجزيئة والانتقالات الممكنة بينها، الحالات الإلكترونية مصنفة شاقوليا حسب الطاقة وافقيا حسب تعددية السبين، الانتقالات الحرارية موضحة بسهم متعرج، والانتقالات الإشعاعية التي تترافق مع اشعاع فوتون موضحة باسهم مستقيمة، والمستوى الطاقي الاهتزازي الأدنى من حيث الطاقة موضح بخط عريض، بينما المستويات الأعلى قليلاً موضحة بخطوط رقيقة. 

## الانتقالات
الانتقالات الإشعاعية تتطلب امتصاص طاقة، وبما أن الطاقة مكممة، يكون الامتصاص على شكل امتصاص فوتونات، فوتون وحيد في أغلب الحلات، واطلاق طاقة إما على شكل تَّفَلْوُر أو فسفرة. 
الأنتقالات اللاإشعاعية أو الحرارية تحدث من خلال اليات متباينة، موضحة جميعا في المخطط أدناه، فمثلا العودة من سوية طاقية اهتزازية إلى سوية أدنى تنتج طاقة مساوية للفرق الطاقي بين السويتين وتلك الطاقة تمنح للبيئة المحيطة، وهذه العملية إذا لا تحدث للجزيئات المعزولة. النوع الثاني من هو الانتقال من سوية طاقية اهتزازية لمدار الكتروني إلى سوية طاقية اهتزازية لمدار الكتروني أخر، وتسمى هذه العملية بـ التحول الداخلي. والنوع الأخير هو العبور البيني في النظام، وتحدث عند الانتقال إلى حالة ذات تعددية سبين مختلفة، وتزداد أهميته بازدياد شدة الاقتران المغزلي المداري.